# Син Хуэйна
Син Хуэйна (кит. упр. 邢 慧娜 , пиньинь Xing Huina; род. 25 февраля 1984 года) — бывшая китайская легкоатлетка, специализировавшаяся в стайерском беге. Чемпионка Олимпийских игр в Афинах. Первая азиатка, выигравшая олимпийское золото на десятикилометровой дистанции. 

## Карьера
Син Хуэйна родилась в 1984 году в восточнокитайской провинции Шаньдун в крестьянской семье. Начала заниматься лёгкой атлетикой в спортивной школе городского округа Вэйфан под руководством тренера Чи Юйчжая.
В состав национальной сборной Китая Син попала в 2002 году, удачно выступив на национальном отборе годом ранее. На Летних Азиатских играх 2002 года, которые прошли в южнокорейском Пусане китаянка завоевала бронзовую медаль на дистанции 10000 метров, показав время 31:42.36. На чемпионате мира в Париже Син показала седьмое время 30:31.55, обновив мировой рекорд для юниоров (этот результат простоял до 2008 года, когда на Играх в Пекине его превзошла Линет Масаи из Кении, остановившая секундомер на отметке 30:26.50).
На Олимпиаде 2004 года в Афинах Син Хуэйна выступала в двух видах стайерского бега. На пятикилометровой дистанции она финишировала с девятым результатом, показав время 15:07.41 (на 11 секунд хуже её же результата в предварительном забеге). В забеге на 10.000 метров китаянка оказалось единственной бегуньей, которая смогла противостоять мощной сборной Эфиопии. На последнем круге медали разыграли три эфиопки и Син Хуэйна. Китаянка смогла ответить на рывок Эджегайеху Дибабы и на финишной прямой опередила её, завоевав золотую медаль с результатом 30:24.36. Она стала первой китаянкой и первой представительницей Азии, которая выиграла золото на десятикилометровой дистанции.
В 2005 году на чемпионате Китая Син на пять секунд улучшила личный рекорд на дистанции 1500 метров, но была дисквалифицировала за то что на финише блокировала Лю Цин. На чемпионате мира в Хельсинки показала на пятикилометровой дистанции пятый результат, а на дистанции в два раза длиннее стала четвёртой.
В 2009 году из-за травмы ноги не выступила на чемпионате Китая, после чего больше не выступала в международных стартах, таким образом завершив карьеру в возрасте 26 лет.